# Tony Cavazo
Tony Cavazo es un bajista estadounidense nacido en mexico, hermano del guitarrista Carlos Cavazo, que perteneció a Quiet Riot. Tony tocó el bajo brevemente en la mencionada agrupación en 1981, antes de la grabación del disco Metal Health en 1982. Luego fue recomendado a Robert Sarzo por el vocalista Kevin DuBrow, y junto a Kelly Hansen formaron Hurricane en 1985.

## Discografía

### Hurricane
- Take What You Want (1985)
- Over The Edge (1988)
- Slave to the Thrill (1990)
- Liquifury (2001)